# Jungle Commando
Pour un article plus général, voir Guerre civile du Suriname.

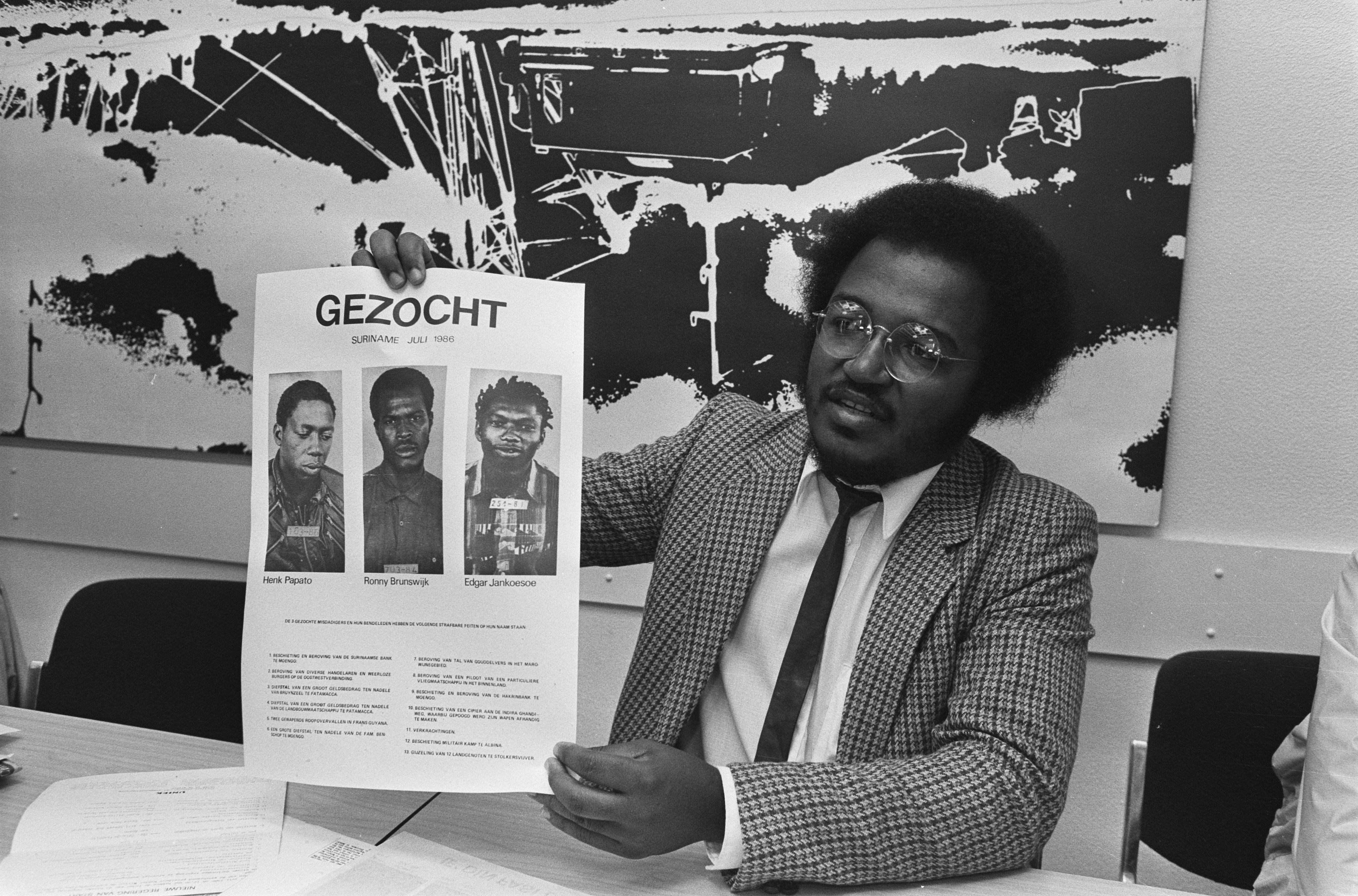
Affiche des chefs rebelles, Ronnie Brunswijk au centre (1986).

Le Jungle Commando (anciennement nommé Suriname National Liberation Army) est un groupe de guérilla du Suriname, entré en résistance contre le gouvernement du colonel Dési Bouterse peu après le coup d'État du 25 février 1980. Il est principalement formé d'hommes bushinengués. Ils se fournissent des armes auprès des rebelles anticommunistes à Cuba. Les rebelles, dont le chef s'appelait Ronnie Brunswijk, ont lutté de 1986 à 1992, avant de rendre les armes après différents accords de paix, notamment l'accord de paix de Kourou.